# 休伊特 (新澤西州)
休伊特（英語：Hewitt）是位於美國新澤西州巴賽克縣的普查規定居民點。

## 人口
根據2020年美國人口普查的數據，休伊特的面積為15.31平方千米，當中陸地面積為11.97平方千米，而水域面積為3.34平方千米。當地共有人口1912人，而人口密度為每平方千米124.89人。